# Gelis adili
Gelis adili är en stekelart som beskrevs av Bogacev 1946. Gelis adili ingår i släktet Gelis och familjen brokparasitsteklar. Inga underarter finns listade i Catalogue of Life.